# Wiesław Szkondziak
Wiesław Szkondziak (ur. 10 października 1956 w Nowym Miasteczku) – polski samorządowiec, przedsiębiorca, od 2006 do 2014 roku pełnił funkcję burmistrza Nowego Miasteczka.

## Życiorys
Jest rodowitym mieszkańcem Nowego Miasteczka. Absolwent technikum mechanicznego. Przez wiele lat był czynnym przedsiębiorcą. W 2002 roku startował w wyborach na urząd burmistrza Nowego Miasteczka, lecz przegrał w nich z rządzącym wówczas burmistrzem Józefem Giemzą. Cztery lata później ponownie wystartował, pokonując Giemzę w II turze wyborów. W drugiej turze wyborów samorządowych w roku 2014 pokonany przez Danutę Wojtasik.

## Życie prywatne
Wiesław Szkondziak jest synem Michała i Czesławy Szkondziaków. Żona – Renata (ur. 1963, zm. 2009), dzieci – Dawid (ur. 1988), Marlena (ur. 1993) i Sylwia.